# Need for Speed Unbound
Need for Speed Unbound ist ein von Criterion Games entwickeltes und 2022 von Electronic Arts für PC und Konsolen veröffentlichtes Rennspiel. Es ist der fünfundzwanzigste Teil der Need-for-Speed-Reihe, der erste von Criterion seit dem zusammen mit Ghost Games entwickelten Rivals (2013) und der erste als Hauptentwickler seit dem 2012 erschienenen Most Wanted (2012).
Unbound wurde am 6. Oktober 2022 von Electronic Arts enthüllt. Das Spiel verfügt über einen Grafikstil, der künstlerische Elemente wie Cel Shading und Graffiti mit dem realistischeren Stil anderer Need-for-Speed-Spiele kombiniert. Die Spielwelt basiert auf einer fiktiven Stadt namens Lakeshore City, die von Chicago inspiriert wurde. Das Spiel wurde weltweit am 2. Dezember 2022 für PlayStation 5, Windows und Xbox Series veröffentlicht. Bei der Veröffentlichung erhielt das Spiel positive Kritiken, die das Gameplay, die künstlerische Aufmachung, den Spielfortschritt und die Grafik lobten, während sie einen Mangel an Innovation und Handlung sowie langweilige Charaktere kritisierten.

## Handlung
In Lakeshore City renovieren der Spieler beziehungsweise die Spielerin (weiblicher Charakter gesprochen von Elizabeth Grullon, Männlicher Charakter gesprochen von Ian Nelson) und seine Freundin und Partnerin Jasmine/Yaz (dargestellt von Ashleigh LaThrop) in ihrer Werkstatt, die ihrem Mentor Rydell (Dwayne Barnes) gehört, ein altes Auto. Nachdem sie ein paar Straßenrennen gewonnen hat, hat Yaz eine Meinungsverschiedenheit mit Rydell wegen eines Autos und ist es leid, jeden Tag in der gleichen Arbeit feststecken zu müssen, und möchte etwas Besseres machen. Sie erzählt dem Spieler, dass sie von ihrem Freund Alec im Pflegesystem kontaktiert wurde, über einige Jobs, bei denen es um die Lieferung von Fahrzeugen ging, die die Autorität der Stadtpolizei unter der Kontrolle von Bürgermeister Morgan Stevenson (gesprochen von Debra Wilson) in Frage stellten.
Eines Nachts nach ein paar Rennen schließt der Spieler eine Übergabemission ab, kann aber niemanden an der Abgabestelle finden und weder Yaz noch Rydell antworten auf seine Anrufe. Stattdessen geht der Alarm bei Rydell’s Rides los. In Eile und unter der Annahme des Schlimmsten rennt der Spieler zurück zu Rydell’s Rydes, um Zeuge zu werden, wie alle Autos, an denen Rydell arbeitete, geplündert werden. Nachdem Rydell sie des Diebstahls beschuldigt und seine Enttäuschung zum Ausdruck bringt, fährt Yaz mit dem Auto davon.
Zwei Jahre später ist die Straßenrennszene in Lakeshore zurückgegangen, und Rydell’s Rides hat nach dem Vorfall Schwierigkeiten, offen zu bleiben. Der Spieler überlebt als Chauffeur für verschiedene Personen, eine davon ist Tess (Jennifer Sun Bell), mit der der Spieler zu einem Straßenrennen-Meet-up geht. Dann taucht Yaz auf und der Spieler entdeckt, dass sie Teil der Crew ist, die die Fahrzeuge gestohlen hat und für das Wiederaufleben des Straßenrennens in Lakeshore verantwortlich ist. Sie kündigt The Grand an, ein riesiges Straßenrennen, bei dem der Sieger eine große Geldsumme erhält. Nachdem sie die Geschichte des Spielers gehört und Rydell kennengelernt hat, schlägt Tess vor, die Garage und die Fahrten zu finanzieren und den Spieler bei seinen Bemühungen zu unterstützen, sich an Yaz zu rächen und das Auto zurückzugewinnen. Der Spieler macht dann eine Reihe von Lieferungen für Tess, wobei er bei vielen misstrauisch ist, aber sie nicht wegen des Geldes in Frage stellt.
Nach dem Gewinn des Qualifiers der ersten Woche stellt sich der Spieler Yaz und fordert sie im Grand heraus. Tess zeichnet die Interaktion auf und stellt sicher, dass Yaz die Bedingung akzeptiert, das Auto im letzten Rennen aufzugeben. Nach dem Ende des zweiten Qualifiers stellt sich der Spieler Yaz erneut und Tess verrät dann die Wahrheit: Sie hat Geld verdient, indem sie auf und gegen den Spieler gewettet hat, aber für Alec. Alle Lieferungen, die der Spieler zuvor gemacht hatte, waren in seinem Namen, indem er sie als Mittelsmann benutzte. Tess teilt den beiden mit, dass Alec einen Deal mit allen drei abschließen will, bei dem weder der Spieler noch Yaz gewinnen, dafür aber ordentlich bezahlt wird. Entsetzt verlässt Yaz, um Alec zu konfrontieren und ist angewidert von Tess’ Aktionen.
Der Spieler trifft sich mit Yaz in Rydells Garage und sie bestätigt, was Tess gesagt hat, aber sie wollte die Bedingungen nicht akzeptieren und kam, um Rydell und den Spieler zu warnen. Yaz schlägt vor, Alec seine Autosammlung, die er illegal über Tess und den Spieler erworben hat, zu entziehen, einschließlich der Autos, die aus Rydells Garage gestohlen wurden, und sie ihren rechtmäßigen Besitzern zu übergeben. Sie erwähnt, dass der Spieler sie noch im Finale besiegen muss, um das Auto zurückzugewinnen. Der Spieler gewinnt schließlich das Grand und bekommt sein Auto zurück. Tess verrät, dass sie nie für Alec gearbeitet hat, sondern nur Geld mit allen Wetten und Rennen verdient hat, die sie in die Finger bekommen konnte, und jetzt, da sie gewonnen haben, ist er ruiniert und dankt dem Spieler für das Geld. Der Spieler und Yaz kehren in die Garage zurück und sie versöhnt sich mit Rydell. Jetzt sind sie alle wieder Freunde und bereiten sich auf weitere Abenteuer vor.

## Spielprinzip
Need for Speed Unbound ist ein Rennspiel in einer fiktiven Stadt namens Lakeshore City, die auf Chicago basiert. Ähnlich wie bei früheren Beiträgen der Serie bietet es eine Open-World-Umgebung und Gameplay wie bei früheren Beiträgen der Serie, die sich hauptsächlich auf Straßenrennen konzentriert. Das „Heat-System“ von Need for Speed Heat kehrt in Unbound zurück, wo der Spieler versucht, bei der Polizei bekannt zu werden. Darüber hinaus bietet das Spiel verschiedene Formen der Anpassung, wie die Installation verschiedener Body-Kits, das Hinzufügen eines Splitters und sogar das komplette Entfernen der vorderen oder hinteren Stoßstangen.

## Entwicklung und Freigabe
Im Februar 2020 wurde bekannt gegeben, dass die Entwicklung zukünftiger Need-for-Speed-Spiele zu Criterion Games von Ghost Games zurückkehren würde, da das Studio an EA Göteborg zurückverwiesen wurde. Criterion Games arbeitete zuvor an Hot Pursuit (2010) und Most Wanted (2012). Ursprünglich sollte Unbound 2021 erscheinen, wurde aber auf 2022 verschoben, da das Team vorübergehend neu zugewiesen wurde, um die Entwicklung von Battlefield 2042 zu unterstützen. Im Mai 2022 gab EA bekannt, dass Codemasters Cheshire zu Criterion Games fusioniert und ein größeres Team gebildet hat, um an dem Spiel zu arbeiten.
Ein paar Tage vor der Enthüllung bemerkten Fans, dass EA versehentlich den Namen ihres kommenden Need-for-Speed-Titels früh auf ihrer Website veröffentlicht hatte. Darüber hinaus bemerkten die Fans auch, dass bereits frühzeitig Werbebilder des Spiels auf der Website des japanischen Händlers Neowing veröffentlicht wurden. Unbound wurde offiziell am 6. Oktober 2022 in einem Trailer enthüllt, der den „Street-Art“-Stil des Spiels zeigte, sowie den Rapper A$AP Rocky, der seinen eigenen Modus im Spiel hat und seine Musik zusammen mit AWGE vorführt. EA erklärte, dass das Spiel nach Veröffentlichung kostenlose Updates erhalten wird.
Unbound erhielt auch eine Deluxe-Veröffentlichung in Kooperation mit der britischen Streetwear- und Lifestyle-Marke Palace. Die NFS Unbound Palace Edition enthält verschiedene Marken-Boni, darunter vier Autos mit Palace-Lackierungen und 20 Kleidungsstücke mit Palace-Marken für den Spielcharakter.
Need for Speed Unbound hatte am 29. November 2022 einen Early-Access-Release für die Palace Edition. EA-Play-Abonnenten (einschließlich Xbox-Game-Pass-Ultimate-Abonnenten) konnten es zehn Stunden lang ausprobieren, während EA-Play-Pro-Abonnenten unbegrenzten Zugang hatten. Das Spiel wurde offiziell am 2. Dezember 2022 veröffentlicht.

## Rezeption
Laut Metacritic haben die PlayStation-5- und Xbox-Series-X-Versionen „positive Kritiken“ erhalten, während die PC-Version „gemischte oder durchschnittliche Kritiken“ erhalten hat. GamePro kritisierte das Navigationssystem außerhalb von Rennen. Dies sei in vorangegangenen Titeln der Reihe bereits besser umgesetzt worden.